# Sam Sundberg
Sam Sebastian Sundberg, född 10 september 1974, är en svensk frilansjournalist och författare med inriktning på teknik, datorspel och Internet, bosatt i Stockholm.
Han är krönikör och recensent i Svenska Dagbladet, åtminstone sedan november 2005, och har medverkat i flera tidskrifter. Tillsammans med Anders Rydell har han skrivit boken Piraterna : de svenska fildelarna som plundrade Hollywood (2009).